# Peter Zmrzlík von Schweißing der Jüngere
Peter Zmrzlík von Schweißing der Jüngere (tschechisch Petr mladší Zmrzlík ze Svojšína) († 24. Dezember 1462) war böhmischer Adeliger.
Peter war der älteste Sohn des königlichen Münzmeisters Peter Zmrzlík von Schweißing, eines Mäzenen der Literatur und eines engen Freundes des böhmischen Reformators Jan Hus und Mitkämpfer des Hussitenführers Jan Žižka.
Nach dem Tod seines Vaters führte er die Familiengeschäfte von Worlik aus weiter. Peter und sein Bruder Johann nahmen an kämpferischen Auseinandersetzungen zwischen den Hussiten und der katholischen Allianz teil. So wurde ihnen die Verteidigung der Stadt Pibrans anvertraut, die sie jedoch gegen die ständigen Angriffe der königlichen Heere unter Führung von Hanusch von Kolowrat (Hanuš z Kolovrat) nicht halten konnten. Peter konzentrierte sich in weiteren Auseinandersetzungen auf Eroberungen in Südböhmen, während Johann an den Eroberungszügen in Polen teilnahm. 1425 waren beide Brüder wieder zusammen, als die Festung Obořiště erobert wurde. 1427 verteidigten sie Stříbro gegen katholische Einheiten aus Deutschland und dem Landfried Pilsen. In den Jahren 1432 bis 1432 belagerten sie mit weiteren Hussiteneinheiten die Burg Lopata, dem Sitz des Raubritters Habart s Hrádku.
1433 kauft er vom Jan Mládenec z Miličína Kocelovice. Gegen Ende der Hussitenkriege, jetzt bereits mit Bruder Wenzel, schlugen sie sich auf die Seite der Katholiken und des Kaisers Sigismund. Durch den Wechsel der Seiten erhielten sie vom Kaiser als Belohnung Kosteletz an der Moldau und Tochovice.
In der Zeit des Interregnum nach dem Tod des Königs Albrecht 1439, führte Peter einige Eroberungszüge um sein Vermögen zu vergrößern. 1444 überfiel er die Burg Hus bei Prachatitz, die inzwischen seinem alten Feind Habart z Hrádku gehörte. In die gleiche Zeit fallen seine Auseinandersetzungen mit der Stadt Budweis, die 1445 durch Ulrich II. von Rosenberg beigelegt wurden.
Peter überließ seinem Bruder Wenzel Worlik und Bresnitz. Die Familie Peters zog 1449 nach Schlüsselburg um. Im gleichen Jahr zog er mit seinen Söldnern in das bayrische Grenzland. Der Passauer Bischof beschwerte sich beim böhmischen König Georg von Podiebrad, der dann gemeinsam mit Zdeniek von Sternberg und dem bayrischen Herzog Albrecht 1453 den Überfällen Einhalt gebot. Ein Jahr später verkaufte Peter Karlsberg an Zdeniek von Sternberg, versuchte widerrechtlich sich Tchořovice einzuverleiben, die er dann kurze Zeit später an Elisabeth von Wartenberg zurückgeben musste.
Als Vertreter des protestantischen böhmischen Königs schloss er sich 1450 mit seinem Bruder Wenzel der Abmachung von Wildstein an, einem Waffenstillstand zwischen den Königstreuen und der katholischen Einheit von Strakonitz.
Peter war mit Anna von Sternberg, einer Schwester des Zdeniek von Sternberg verheiratet, mit der er drei Söhne (Johann, Wenzel und Jaroslav) sowie zwei Töchter (Katharina und Elisabeth) hatte. Bestattet wurde Peter in der Kirche des Hl. Jakob in Kasejovice.
| Personendaten    | Personendaten                              |
| ---------------- | ------------------------------------------ |
| NAME             | Schweißing, Peter Zmrzlík von, der Jüngere |
| KURZBESCHREIBUNG | böhmischer Adeliger                        |
| GEBURTSDATUM     | 14. Jahrhundert oder 15. Jahrhundert       |
| STERBEDATUM      | 24. Dezember 1462                          |